# Évenos
Evenos – miejscowość i gmina we Francji, w regionie Prowansja-Alpy-Lazurowe Wybrzeże, w departamencie Var.
Według danych na rok 1990 gminę zamieszkiwały 1564 osoby, a gęstość zaludnienia wynosiła 37 osób/km² (wśród 963 gmin regionu Prowansja-Alpy-W. Lazurowe Evenos plasuje się na 304. miejscu pod względem liczby ludności, natomiast pod względem powierzchni na miejscu 195.).
Obszar gminy jest częścią apelacji winiarskiej AOC Bandol.